# Unifeye
Unifeye（ユニファイ）はドイツmetaio社のソフトウェア。

## 概要
Unifeyeは建築設計やプレゼンに用いられるソフトウェアの名称であり、ドイツmetaio社によって販売されている。AR（Augmented Reality）システムを構築する機能を有する。